# Primo Bandini (compositor)
Primo Bandini (Parma (Emília-Romanya), 29 de novembre, 1857 – Piacenza, (Piacenza), 3 de maig, 1929), va ser un compositor italià.

## Biografia
Va completar els seus estudis musicals a Parma, on va estudiar piano amb Stanislao Ficcarelli i composició amb Giovanni Rossi. Va actuar per primera vegada com a timbalista a lAïda de Giuseppe Verdi dirigida per G. Rossi l'any 1872. Va començar a compondre molt aviat, segons el testimoni de la seva filla Bianca ja havia escrit una simfonia per a gran orquestra als catorze anys. La seva formació escolar va acabar l'1 d'agost de 1875 amb l'obtenció d'una llicència de piano i composició amb honors distingits, un diploma d'honor i el primer lloc al premi que porta el nom del mestre de cant Giuseppe Barbacini destinat a joves merescuts i necessitats. El 1876 es va representar amb èxit la Grande fantasia per a orquestra i cors al teatre Reinach de Parma i se li va reconèixer «molta creativitat i severitat en els seus estudis».
La seva primera obra teatral, l'òpera-dansa Eufemio da Messina amb llibret d'Attilio Catelli, es va representar el 14 de febrer de 1878 a Parma, seguida de Fausta (1886), Janko e Le miliardarie.
Músic polifacètic, va treballar com a organista, pianista, director de banda, director a Parma, Fiorenzuola, Oneglia i després a Piacenza, on va ser primer professor, després durant 40 anys va ser director de l'institut musical Nicolini i sovint va dirigir el orquestra del Teatre Municipal de Piacenza.
Va esdevenir director de l'escola de música de Piacenza el 1899, succeint a Antonio Majocchi, que havia estat director entre 1856 i 1899. Es va fer càrrec d'un projecte de reforma que va ser aprovat el 1900. El 1927, per limitacions d'edat, Bandini va deixar el càrrec de director de l'Institut Musical “Giuseppe Nicolini” de Corrado Fruttero.
Va morir el 1929.